# Phaonia protrusa
Phaonia protrusa este o specie de muște din genul Phaonia, familia Muscidae, descrisă de Shinonaga în anul 1994.
Este endemică în Nepal. Conform Catalogue of Life specia Phaonia protrusa nu are subspecii cunoscute.